# Liste der Träger des Verdienstordens des Landes Rheinland-Pfalz/2005
Im Jahr 2005 wurden folgende Personen mit dem Verdienstorden des Landes Rheinland-Pfalz geehrt:
| Ordensträger               | Lebensdaten | Wohnort               | Wirken |
| -------------------------- | ----------- | --------------------- | --- |
| Lea Ackermann              | 1937–2023   | Boppard               | Ordensschwester, Prostitutionsgegnerin und Gründerin der international tätigen Hilfs- und Lobbyorganisation SOLWODI |
| Mario Adorf                | * 1930      | München               | Schauspieler, Hörspielsprecher und Autor                                                                            |
| Klaas Bergmann             | * 1942      | Kaiserslautern        | Experimentalphysiker (Atomphysik), Professor an der TU Kaiserslautern                                               |
| Sucharit Bhakdi            | * 1946      | Ober-Olm              | Mediziner, Verbreiter von Falschaussagen zur Corona-Pandemie                                                        |
| Axel Bürgener              |             | Sankt Katharinen      | |
| Diana Dietrich             |             | Kaiserslautern        | |
| Franz Dötsch               | * 1948      | Kobern-Gondorf        | Jurist und ehemaliger Vorsitzender Richter am Bundesfinanzhof                                                       |
| Karl Eichele               |             | Koblenz               | |
| Georges Garrigue           |             | Straßburg             | |
| Andreas Gestrich           | * 1952      | Gutweiler             | Historiker |
| Peter Greisler             |             | Münstermaifeld        | |
| Wolfgang Horbert           |             | Koblenz               | |
| Alfred Kröner              | 1939–2019   | Mainz                 | Geologe |
| Peter Lipps                |             | Trier                 | |
| Hermann-Josef Marx         |             | Vallendar             | |
| Karl-Heinz Meyer           |             | Neuwied               | |
| Petra Moske                |             | Trier                 | |
| Ernst-Karl Müller          |             | Mainz                 | |
| Peter Neu                  | * 1935      | Bitburg               | Lehrer, Historiker und Archivar                                                                                     |
| Karl-Heinz Ney             |             | Föhren                | |
| Rudi Otterstätter          | 1932–2016   | Haßloch               | Umweltschützer |
| Lutz Raphael               | * 1955      | Trier                 | Historiker und Hochschullehrer an der Universität Trier                                                             |
| Gunda Röll                 |             | Trier                 | |
| Karlheinz Röthemeier       |             | Bingen am Rhein       | |
| Georg Rothöhler            |             | Landau in der Pfalz   | |
| Heinz Schlapkohl           |             | Weisenheim am Sand    | |
| Cornelia Schnug-Börgerding |             | Altenkirchen          | |
| Elisabeth Schuh            |             | Trier                 | |
| Wolfgang Spähn             |             | Ludwigshafen am Rhein | |
| Emil Stojanov              |             | Plowdiw               | |
| Christa Wendling           |             | Kastellaun            | |
| Gerhard Weyer              |             | Marzhausen            | |
| Clemens Zintzen            |             | Hürth                 | |